# Lockheed S-3 Viking
Lockheed S-3 Viking är ett tvåmotorigt, hangarfartygsbaserat ubåtsjaktflygplan. Viking flög första gången 1972 och slutlevererades till US Navy 1978.

## Historia
Under 1960-talet blev hotet från atomubåtar allt mer påtagligt. De var snabbare och mer uthålliga än konventionella ubåtar. Därför behövde amerikanska flottan ett ubåtsjaktflygplan med längre räckvidd och bättre uthållighet än Grumman S-2 Tracker. Lockheed och Grumman erbjöd var sitt alternativ och kontraktet gick till sist till Lockheed i samarbete med Vought. Första flygningen genomfördes 21 januari 1972 och serieproduktionen startade i april samma år. Hangarfartygsutprovningen började i november 1973 och planet togs i tjänst 1977.
När Grumman A-6 Intruder avvecklades under 1990-talet fick Viking överta flera uppgifter som lufttankning och signalspaning. Flygplanen började nå slutet av sin livslängd under första decenniet under 2000-talet och de sista togs ur tjänst i januari 2016. Ett flertal har dock fortfarande flera tusen flygtimmar kvar av sin beräknade livslängd och ligger i malpåse på flygbasen Davis-Monthan. Inget annat flygplan har övertagit rollen och USA:s flotta har därmed bara helikoptrar och landbaserade flygplan kapabla till ubåtsjakt.

## Konstruktion
S-3 är kompakt byggd vilket krävs för hangarfartygsbruk. Vingarna kan fällas ihop för att ta mindre plats på däck och fenan kan fällas för att gå in på hangardäck. Motorerna är monterade under vingarna för att ge plats i flygkroppen för vapen och bränsle. Besättningen består av fyra man: pilot och andrepilot fram och sensoroperatör och taktisk koordinator bakom. Alla har var sin raketstol. Viking kan lufttankas och kan även lufttanka andra flygplan genom en så kallad ”buddy pack”.
Beväpningen består vanligen av ubåtsjakttorpeder och/eller sjunkbomber på de inre vapenbalkarna och fälltankar eller AGM-84 Harpoon-robotar på de externa vapenbalkarna.

## Varianter
- S-3A – Första produktionsserien. 187 byggda.
- S-3B – Förbättrad version med AN/APS-137 syntetisk aperturradar (ISAR), nytt stridsinformationssystem (STIDS) och möjlighet att bära AGM-84 Harpoon-robotar.
- US-3A – Transportflygplan med sex passagerarsäten och lastutrymme för 2 087 kg last. Tre stycken ombyggda från S-3A. Kan inte bära några vapen och saknar hydrofonbojar och magnetometer.
- ES-3A – Signalspaningsflygplan med samma radar som S-3B, ny FLIR (OR-263) samt AN/ALR-76 i stället för AN/ALR-47. Sexton stycken ombyggda från S-3A. De saknar hydrofonbojar, magnetometer och interna vapenbalkar, men kan bära AGM-88 HARM på de yttre vapenbalkarna.
- KS-3A – Lufttankningsflygplan med två inre bränsletankar i bombutrymmet. Den kunde bära totalt 16 588 liter bränsle. En ombyggd från S-3A. Notera att även vanliga S-3:or kan lufttanka andra flygplan genom att bära en så kallad ”buddy pack” på en extern vapenbalk.

## Bilder

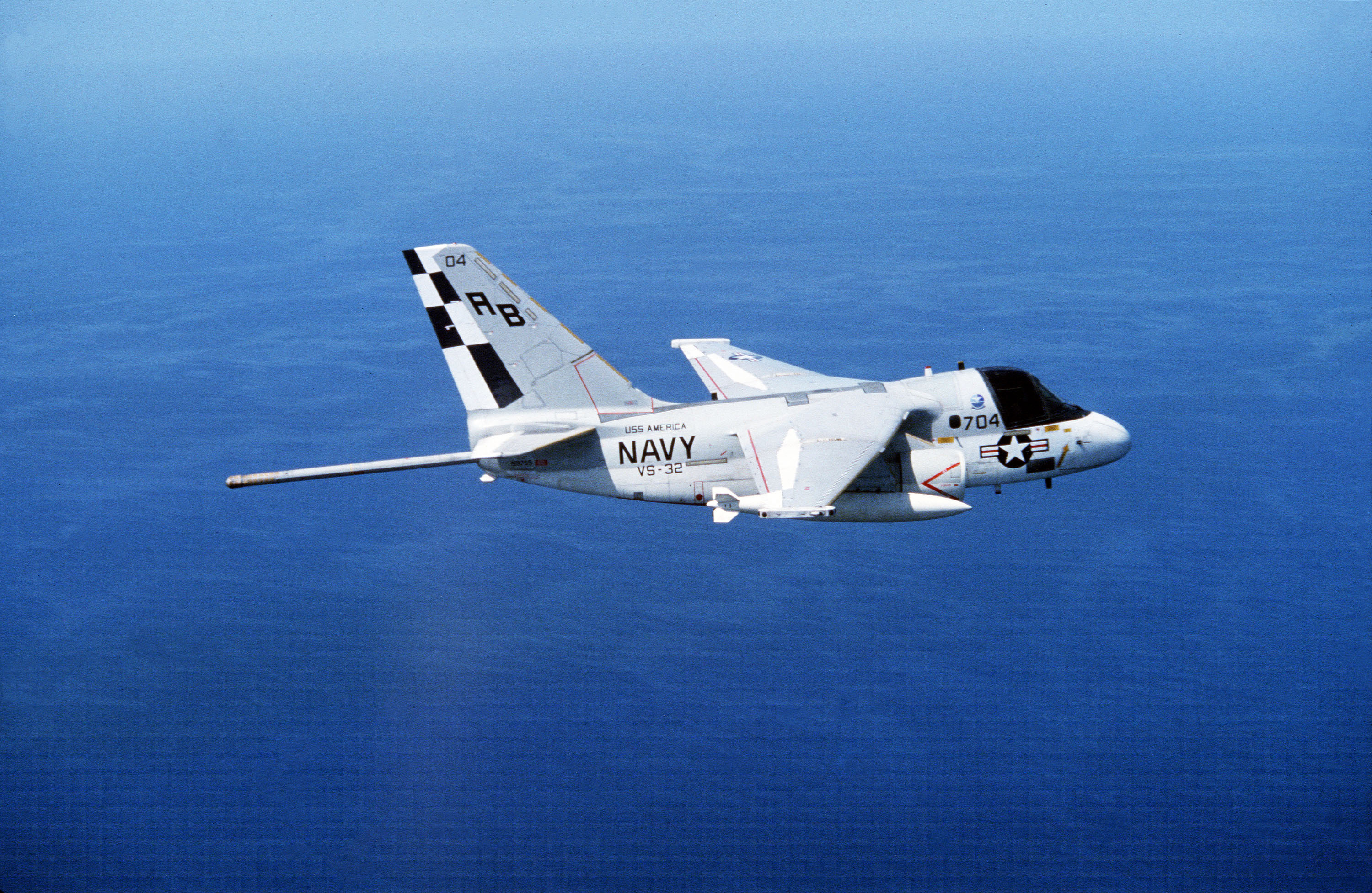
En S-3A från ubåtsjaktdivisionen VS-32 med sin AN/ASQ-81 magnetometer i utdraget läge.
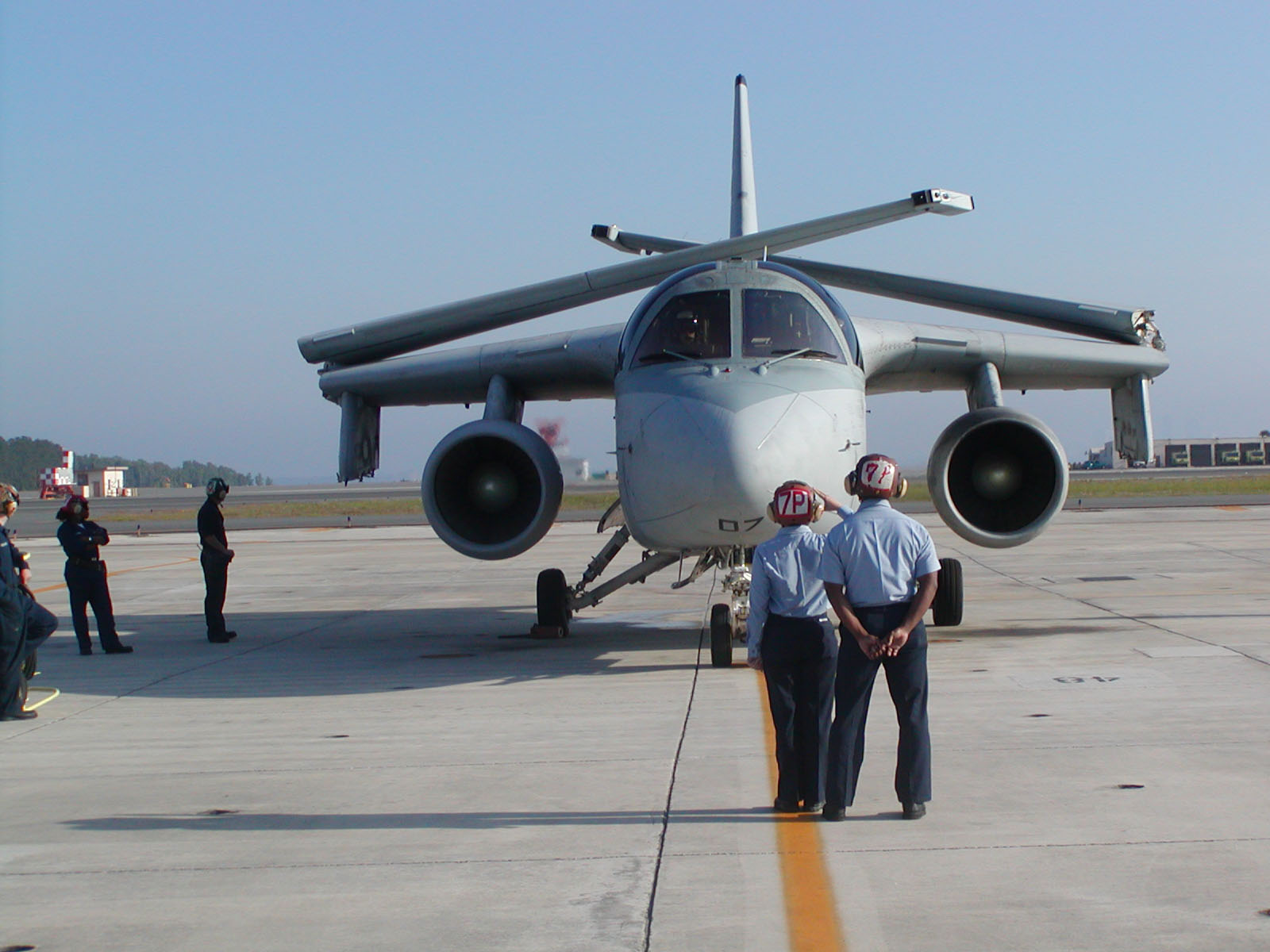
En S-3B med vingarna ihopfällda. Notera att styrbordsvingen fälls snett framåt och babordsvingen snett bakåt för att vingarna ska gå omlott.
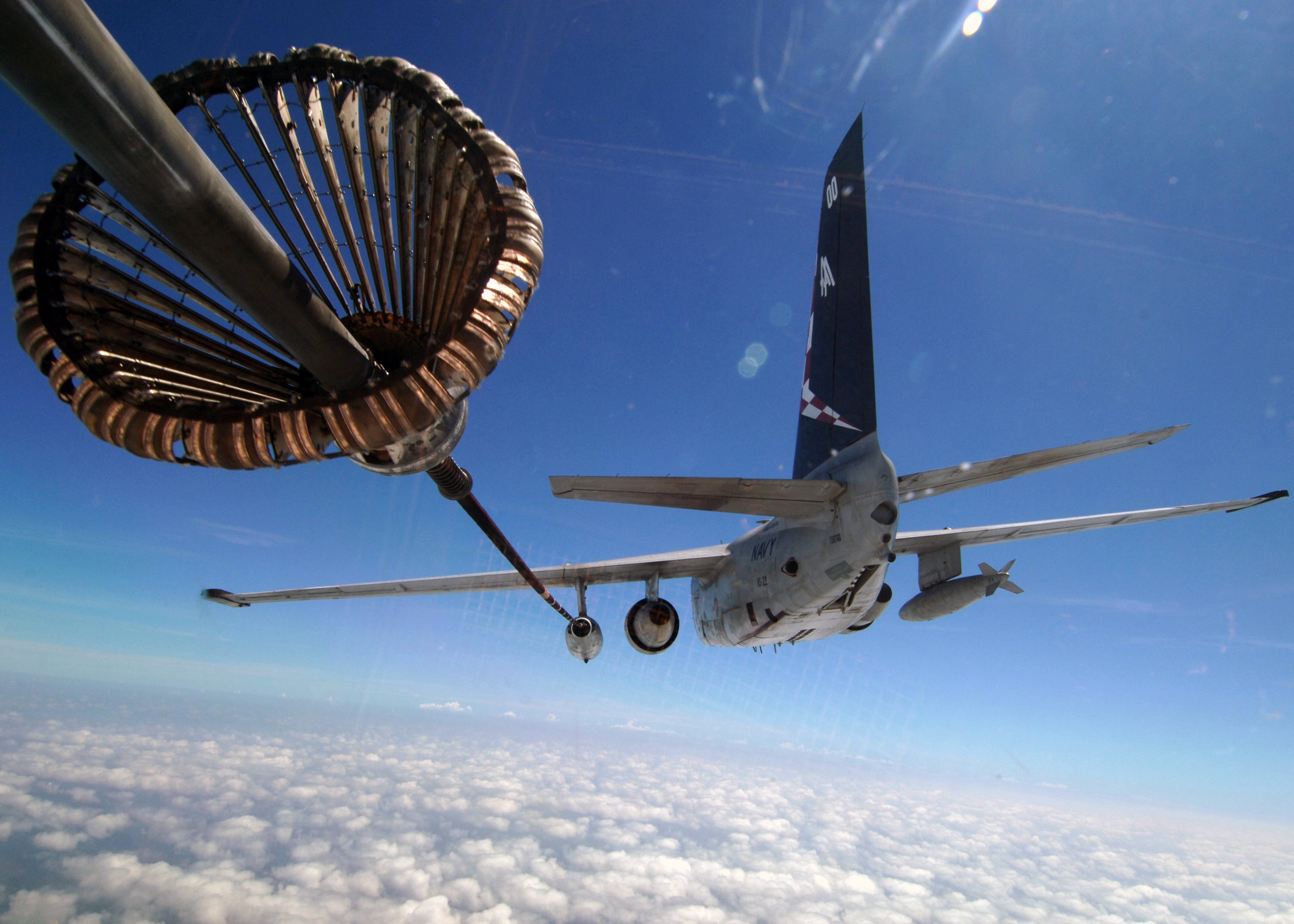
En S-3 Viking lufttankas av en annan Viking med en så kallad ”buddy pack” på babords vapenbalk.
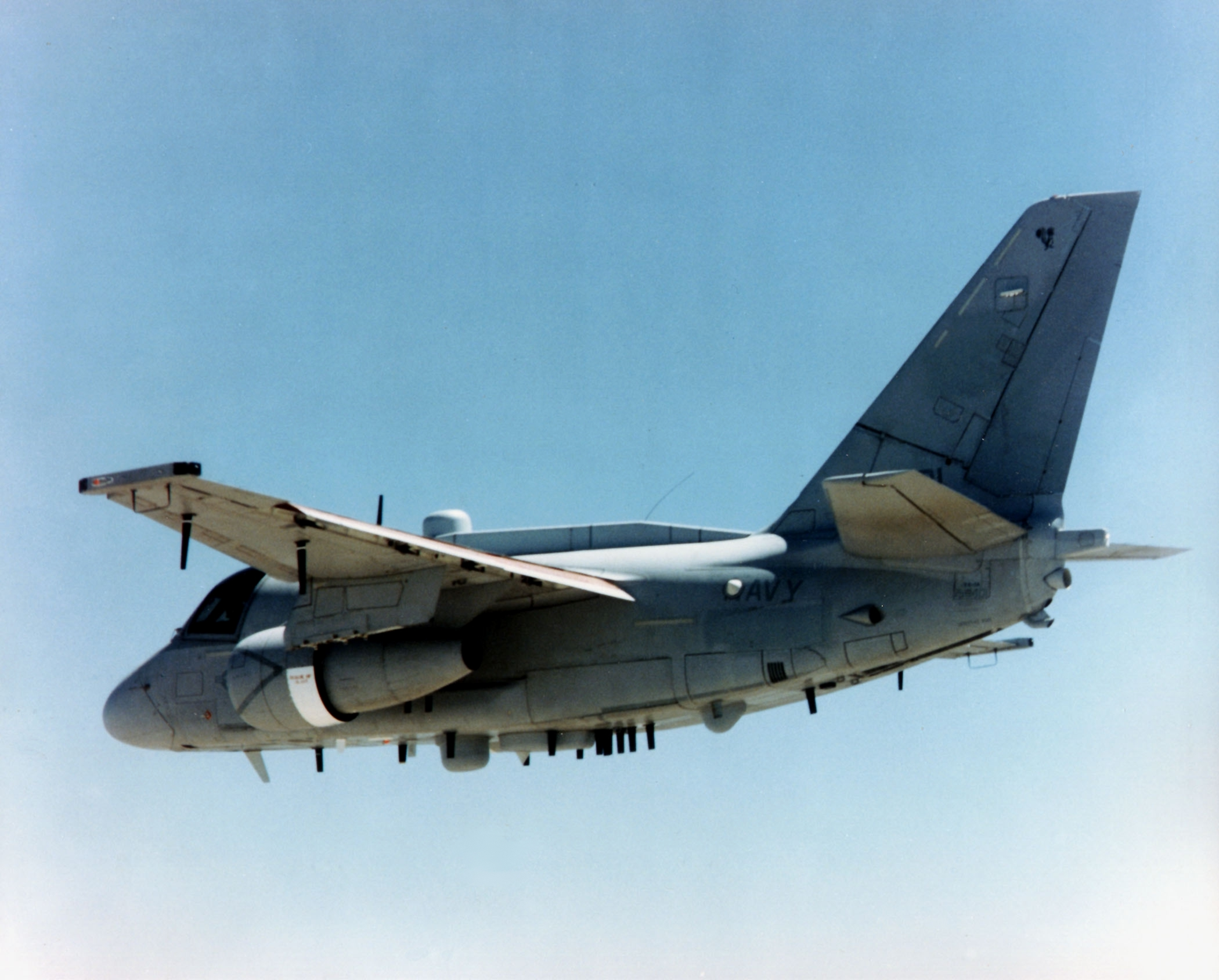
En ES-3A Shadow från spaningsdivisionen VQ-6 visar en imponerande uppsättning antenner.